# هوانکون (پرو)
هوانکون (به اسپانیایی: Huancune) یک کوه در پرو است که در منطقه تاکنا واقع شده‌است. هوانکون ۵٬۵۶۷ متر بالاتر از سطح دریا واقع شده‌است.